# Destroy
Destroy è un romanzo dell'autrice italiana Isabella Santacroce del 1996.
Costituisce il secondo capitolo della cosiddetta "trilogia dello spavento", iniziata con Fluo e conclusa con Luminal.

## Trama
Il romanzo è diviso in brevi capitoli (alcuni dei quali costituiti da una sola frase), quasi tutti recanti nel titolo la parola "DESTROY".
Misty è una venticinquenne italiana trasferita a Londra, dove si guadagna da vivere offrendosi di eseguire servizi a domicilio di qualunque genere. Le sue migliori amiche sono Tilly, una sua coetanea rimasta in Italia che sogna di diventare pornostar e con la quale intrattiene un rapporto epistolare, e Labelle, una francese di mezza età conosciuta a Londra dove si è stabilita anch'essa, dopo aver lasciato marito e figli.
Una delle migliori clienti di Misty è una donna inglese di nome Mary. Una sera questa le fa recapitare una musicassetta, allo scopo di farle imparare una canzone che le dovrà cantare, tramite un giovane di nome Liam che lavora per lei. Inaspettatamente, Misty s'innamora follemente di Liam, che però è anche un amante di Mary con la quale non vuole troncare i rapporti.
Delusa da Liam, Misty si consola con Bryan, un ventinovenne conosciuto per caso, e con Arlette, una diciottenne americana di Buffalo. Bryan, Arlette e Misty hanno un rapporto sessuale a tre; le due ragazze girano poi per Londra fingendo di essere prostitute. Misty poi riprende la sua attività di "servizi a domicilio", ma dentro di sé inizia a provare disgusto per questo genere di vita.

## Riferimenti culturali
Nel romanzo sono contenuti molti riferimenti alla cultura pop, in particolare a canzoni e interpreti della musica leggera internazionale degli ultimi decenni, soprattutto della scena punk e grunge.
I nomi di bevande alcoliche e droghe sono sostituiti da quelli di manga e anime.

## Edizioni
- Isabella Santacroce, Destroy, collana I canguri, Milano, Feltrinelli, 1996, ISBN 88-07-70083-2.
- Isabella Santacroce, Destroy, collana Universale Economica, n. 1467, Milano, Feltrinelli, 1998, ISBN 88-07-81467-6.